# Sacramentum (přísaha)
Sacramentum [sakramentum] byla přísaha, kterou činili všichni římští legionáři při vstupu do římské armády. Sacramentum bylo základem římské vojenské disciplíny. Zavedl jej císař Augustus během svých vojenských reforem na počátku 1. století.
V případě provedení trestu decimace museli často přeživší legionáři tuto svou přísahu obnovit.